# Chile ved vinter-OL 1952
Chile deltog ved Vinter-OL 1952 i Oslo med tre sportsudøvere, alle mænd. De deltog i alpint skiløb. Det var anden gang, Chile deltog i et Vinter-OL, men Chiles deltagere vandt ingen medaljer, og den bedste placering, der blev opnået, var som nummer 66 i styrtløb. 

## Medaljer
| 1952 Oslo | Guld | Sølv | Bronze | Total |
| Chile     | 0    | 0    | 0      | 0     |